# Teixidor camagroc
El teixidor camagroc (Ploceus flavipes) és un ocell de la família dels ploceids (Ploceidae).

## Hàbitat i distribució
Habita els boscos al nord-est de la República Democràtica del Congo.